# Marathon Cup 5; Jan van der Hoorn Schaatssport Marathon 2023
De Marathon Cup 5, ook wel de Jan van der Hoorn Schaatssport Marathon 2023, was de vijfde wedstrijd van het marathonseizoen 2023/2024, die op zaterdag 18 november 2023 plaatsvond op de IJsbaan Haarlem. 
Vanwege de Gruno Bokaal 2023 en Wereldbeker schaatsen waren er afwezigen. 
Harm Visser had de top-divisie wedstrijd voor mannen gewonnen. De oranjepakdrager profiteerde in de finale van een val in de laatste bocht van Christian Haasjes die met een vroege sprint de andere snelle mannen in een kopgroep van elf in eerste instantie leek te verschalken. Na de val van Haasjes snelde Visser naar de winst daarbij net als vorige week Sjoerd den Hertog en Evert Hoolwerf naar de tweede en derde plek verwijzend. Bente Kerkhoff mocht invallen bij afwezigheid van ploeggenoten Irene Schouten, Marijke Groenewoud en Elisa Dul en won deze top-divisie vrouwen wedstrijd. Kerkhoff pakte haar allereerste marathonoverwinning op het hoogste niveau door in de sprint van een kopgroep van zeven Iris van der Stelt en Tessa Snoek te kloppen. De afwezige Schouten behield het oranje leiderspak. 
Bij de beloften mannen wedstrijd won Kevin van der Horst. Hij hield de score voor OKAY / Interfarms op 100% door in de finale solo te ontsnappen uit de kopgroep en hield Arn Botman en Daan Berkhout achter zich. Manon Gremmen klopte medevluchtster Iris Schultinga in de beloften vrouwen wedstrijd met wie ze in de finale uit de kopgroep was ontsnapt. Nummer drie Anna Marit Sybrandi nam het oranje leiderspak over.

## Tijdschema
| Datum                     | Tijd (CET) | Onderdeel           |
| ------------------------- | ---------- | ------------------- |
| Zaterdag 18 november 2023 | 17:00      | Beloften vrouwen    |
| Zaterdag 18 november 2023 | 18:00      | Beloften mannen     |
| Zaterdag 18 november 2023 | 20:15      | Top-divisie vrouwen |
| Zaterdag 18 november 2023 | 20:30      | Top-divisie mannen  |

## Podia
| Klasse             | Eerste             | Tweede              | Derde                  |
| ------------------ | ------------------ | ------------------- | ---------------------- |
| Topdivisie mannen  | Harm Visser        | Sjoerd den Hertog   | Evert Hoolwerf         |
| Topdivisie vrouwen | Marijke Groenewoud | Arianna Pruisscher  | Elsemieke van Maaren   |
| Beloften mannen    | Wisse Slendebroek  | Ivo de la Porte     | Colin James Duivenvoor |
| Beloften vrouwen   | Lidia Tempert      | Vera van Ditshuizen | Maaike Koelewijn       |

## Uitslag Top-divisie mannen[2]
| #      | Rijder               | Nationaliteit | Ploeg                           | Ronde | Punten |
| ------ | -------------------- | ------------- | ------------------------------- | ----- | ------ |
| Goud   | Harm Visser          | Nederland     | Jumbo-Visma                     | 126   | 30,1   |
| Zilver | Sjoerd den Hertog    | Nederland     | Royal A-ware                    | 126   | 26     |
| Brons  | Evert Hoolwerf       | Nederland     | Team Reggeborgh                 | 126   | 23     |
| 4      | Jeroen Janissen      | Nederland     | OKAY/Interfarms                 | 126   | 22     |
| 5      | Jordy Harink         | Nederland     | Royal A-ware                    | 126   | 21     |
| 6      | Luc ter Haar         | Nederland     | Bouwselect / De Haan Westerhoff | 126   | 20     |
| 7      | Lars Woelders        | Nederland     | OKAY/Interfarms                 | 126   | 19     |
| 8      | Homme Jan de Groot   | Nederland     | Bouwselect / De Haan Westerhoff | 126   | 18     |
| 9      | Christiaan Haasjes   | Nederland     | Sprog                           | 126   | 17     |
| 10     | Ronald Kruijer       | Nederland     | Bouwselect / De Haan Westerhoff | 126   | 16     |
| 11     | Mats Stoltenborg     | Nederland     | Jumbo-Visma                     | 126   | 15     |
| 12     | Robbert Post         | Nederland     | Jumbo-Visma                     | 125   | 9      |
| 13     | Daan Gelling         | Nederland     | Royal A-ware                    | 125   | 8      |
| 14     | Ruben Ligtenberg     | Nederland     | OKAY/Interfarms                 | 125   | 7      |
| 15     | Kevin Hoekstra       | Nederland     | Bouwselect-De Haan Westerhoff   | 125   | 6      |
| 16     | Timo Verkaaik        | Nederland     | Sportchaletviehhofen.at         | 125   | 5      |
| 17     | Roel Boek            | Nederland     | Port of Amsterdam / SKITS       | 125   | 4      |
| 18     | Stefan Wolffenbuttel | Nederland     | OKAY/Interfarms                 | 125   | 3      |
| 19     | Tom den Heijer       | Nederland     | Sportchaletviehhofen.at         | 125   | 2      |
| 20     | Chiel Smit           | Nederland     | Sprog                           | 125   | 1      |

125 ronden
1:06:07 uur (gem. 31,7 sec) 45,4 km/h

## Uitslag Top-divisie vrouwen[3]
| #      | Rijder                 | Nationaliteit | Ploeg                               | Ronde | Punten |
| ------ | ---------------------- | ------------- | ----------------------------------- | ----- | ------ |
| Goud   | Bente Kerkhoff         | Nederland     | Team Albert Heijn Zaanlander        | 80    | 25,1   |
| Zilver | Iris van der Stelt     | Nederland     | PEER racefietsen Wijk en Aalburg    | 80    | 21     |
| Brons  | Tessa Snoek            | Nederland     | VGR Sport / Vreugdenhil Dairy Foods | 80    | 18     |
| 4      | Tjilde Bennis          | Nederland     | Turner                              | 80    | 17     |
| 5      | Merel Bosma            | Nederland     | BDM-BTZ                             | 80    | 16     |
| 6      | Beau Wagemaker         | Nederland     | PGM Bakker                          | 80    | 15     |
| 7      | Arianna Pruisscher     | Nederland     | Team Albert Heijn Zaanlander        | 80    | 14     |
| 8      | Sofia Schilder         | Nederland     | Van Ramshorst Renault               | 80    | 13     |
| 9      | Ineke Dedden           | Nederland     | BDM-BTZ                             | 80    | 13     |
| 10     | Elsemieke van Maaren   | Nederland     | BDM-BTZ                             | 80    | 11     |
| 11     | Loesanne van der Geest | Nederland     | PGM Bakker                          | 80    | 10     |
| 12     | Maaike Verweij         | Nederland     | Team Albert Heijn Zaanlander        | 80    | 9      |
| 13     | Femke Mossinkoff       | Nederland     | Van Ramshorst Renault               | 80    | 8      |
| 14     | Dieuwertje van Kalken  | Nederland     | Turner                              | 80    | 7      |
| 15     | Evi Gelling            | Nederland     | Turner                              | 80    | 6      |
| 16     | Brit Qualm             | Nederland     | VGR Sport / Vreugdenhil Dairy Foods | 80    | 5      |
| 17     | Yvonne Nauta           | Nederland     | A6.nl / KMC                         | 80    | 4      |
| 18     | Anne Leltz             | Nederland     | Wokke Vastgoed                      | 80    | 3      |
| 19     | Fenna Zandstra         | Nederland     | Leontienhuis                        | 80    | 2      |
| 20     | Roos Markus            | Nederland     | VGR Sport / Vreugdenhil Dairy Foods | 80    | 1      |

80 ronden
0:46:32 uur (gem. 34,9 sec) 41,3 km/h

## Uitslag beloften mannen[4]
| #      | Rijder              | Nationaliteit | Ploeg                                  | Ronde | Punten |
| ------ | ------------------- | ------------- | -------------------------------------- | ----- | ------ |
| Goud   | Kevin van der Horst | Nederland     | OKAY/Interfarms                        | 100   | 30,1   |
| Zilver | Arn Botman          | Nederland     | Wokke Vastgoed                         | 100   | 26     |
| Brons  | Daan Berkhout       | Nederland     | Van Ramshorst Renault                  | 100   | 23     |
| 4      | Giovanni Trébouta   | Frankrijk     |                                        | 100   | 22     |
| 5      | Jesse Vollaard      | Nederland     | Vector                                 | 100   | 21     |
| 6      | Jitse Wiersma       | Nederland     | Speelman / Kuilf                       | 100   | 20     |
| 7      | Simon de Smit       | Nederland     | Vector                                 | 100   | 19     |
| 8      | Twan Berlijn        | Nederland     | Traumeel Gel                           | 100   | 18     |
| 9      | Joost de Jong       | Nederland     | Van Ramshorst Renault                  | 100   | 17     |
| 10     | Roy Hoogendoorn     | Nederland     | Spieren voor Spieren / Douna Machinery | 100   | 16     |
| 11     | Ivo de la Porte     | Nederland     | Bouwselect / De Haan Westerhoff        | 100   | 15     |
| 12     | Jorian ten Cate     | Nederland     | OKAY/Interfarms                        | 100   | 14     |
| 13     | Mats ten Cate       | Nederland     | Speelman / Kuilf                       | 100   | 13     |
| 14     | Wisse Slendebroek   | Nederland     | OKAY/Interfarms                        | 100   | 7      |
| 15     | Hylke de Boer       | Nederland     | Bouwselect / De Haan Westerhoff        | 100   | 6      |
| 16     | Chris Berkhout      | Nederland     | Van Ramshorst Renault                  | 100   | 5      |
| 17     | Chris de Velde      | Nederland     | Gewest Fryslan-Victron Energy          | 100   | 4      |
| 18     | Nino van Dijk       | Nederland     | Traumeel Gel                           | 100   | 3      |
| 19     | Ruud van Egmond     | Nederland     | Wokke Vastgoed                         | 100   | 2      |
| 20     | Bram Kras           | Nederland     | Wokke Vastgoed                         | 100   | 1      |

100 ronden
0:56:26 uur (gem. 33,9 sec) 42,5 km/h

## Uitslag Top-divisie vrouwen[5]
| #      | Rijder                    | Nationaliteit | Ploeg                               | Ronde | Punten |
| ------ | ------------------------- | ------------- | ----------------------------------- | ----- | ------ |
| Goud   | Manon Gremmen             | Nederland     | Husqvarna / Praktijk Centrum Bomen  | 61    | 30,1   |
| Zilver | Iris Schultinga           | Nederland     | Speelman / Exclusief Vastgoedbeheer | 61    | 26     |
| Brons  | Anna Marit Sybrandi       | Nederland     | Boltrics                            | 61    | 23     |
| 4      | Iris Tiben                | Nederland     | Wokke Vastgoed                      | 61    | 22     |
| 5      | Kaat van Steekelenburg    | Nederland     | Fortune Coffee                      | 61    | 21     |
| 6      | Eline Cox                 | Nederland     | Vector                              | 61    | 20     |
| 7      | Carla Ketellapper-Zielman | Nederland     |                                     | 60    | 14     |
| 8      | Maaike Koelewijn          | Nederland     | Fortune Coffee                      | 60    | 13     |
| 9      | Jolanda Langeland         | Nederland     | Speelman / Exclusief Vastgoedbeheer | 60    | 12     |
| 10     | Mayke Vriesinga           | Nederland     | Boltrics                            | 60    | 11     |
| 11     | Viviana Rodríguez Rojas   | Chili         | 21Adventures.nl                     | 60    | 10     |
| 12     | Lidia Tempert             | Nederland     | Boltrics                            | 60    | 9      |
| 13     | Iris Mulder               | Nederland     | Fortune Coffee                      | 60    | 8      |
| 14     | Floor Besteman            | Nederland     | Vector                              | 60    | 7      |
| 15     | Hilde-Marije Dijkstra     | Nederland     | The B team                          | 60    | 6      |
| 16     | Tijn Borst                | Nederland     | Gewest Fryslan-Victron Energy       | 60    | 5      |
| 17     | Mirjam Thomas             | Nederland     | Gewest Fryslan-Victron Energy       | 60    | 4      |
| 18     | Tara Donoghue             | Ierland       | Leontienhuis                        | 60    | 3      |
| 19     | Bianca van der Meer       | Nederland     | The B team                          | 60    | 2      |
| 20     | Florien Bolks             | Nederland     | Boltrics                            | 60    | 1      |

60 ronden
0:39:33 uur (gem. 39,6 sec) 36,4 km/h

### Snelste wedstrijdgemiddelde
| Klasse              | Snelste gemiddelde        | Tijd     | Ronden | Schaatsster         | Nationaliteit | Ploeg                              |
| ------------------- | ------------------------- | -------- | ------ | ------------------- | ------------- | ---------------------------------- |
| Top-divisie Mannen  | 45,5 km/h (gem. 31,7 sec) | 01:07:07 | 125    | Harm Visser         | Nederland     | Jumbo-Visma                        |
| Top-divisie Vrouwen | 41,3 km/h (gem. 34,9 sec) | 00:46:32 | 80     | Bente Kerkhoff      | Nederland     | Team Albert Heijn Zaanlander       |
| Beloften Mannen     | 42,5 km/h (gem. 33,9 sec) | 00:56:26 | 100    | Kevin van der Horst | Nederland     | OKAY/Interfarms                    |
| Beloften Vrouwen    | 36,4 km/h (gem. 39,6 sec) | 00:39:33 | 60     | Manon Gremmen       | Nederland     | Husqvarna / Praktijk Centrum Bomen |

Marathon Cup 1 · 
Marathon Cup 2 · 
Marathon Cup 3 ·
Marathon Cup 4 · 
Marathon Cup 5 · 
Marathon Cup 6 · 
Marathon Cup 7 · 
Marathon Cup 8 · 
Staatsloterij Schaatsmarathon · 
Marathon Cup 9 · 
NK kunstijs · 
Marathon Cup 10 · 
Eerste schaatsmarathon op natuurijs · 
Tweede schaatsmarathon op natuurijs · 
Marathon Cup 11 · 
Marathon Cup 12 · 
Grand Prix 1 · 
Open NK natuurijs · 
Grand Prix 2 · 
Grand Prix 3 ·
Marathon Cup 13 ·
Marathon Cup 14 · 
Grand Prix 4 · 
Grand Prix 5 · 
Grand Prix 6 ·  
Marathon Cup 15
Klassementen: KNSB Cup ·
Jongeren · 
Ploegen ·
Grand Prix ·
Club-assistent Brabantcup ·
Natuurijs vierdaagse
Lijst van schaatsmarathonrijders 2023/2024